# Epiplatys josianae
Epiplatys josianae är en fiskart som beskrevs av Berkenkamp och Etzel, 1983. Epiplatys josianae ingår i släktet Epiplatys och familjen Nothobranchiidae. Inga underarter finns listade i Catalogue of Life.